# 曾我古祐
曾我 古祐（そが ひさすけ）は、江戸時代初期の幕臣、旗本。

## 略歴
6歳の時に父尚祐とともに徳川秀忠に仕え、下野葉苅郷（栃木県足利市羽苅）に父とは別に200石を与えられる。慶長19年（1614年）大坂の冬陣に従軍し、翌夏の陣では敵将の首級を獲ったが抜け駆けだったため、一時閉門となった。寛永3年（1626年）父が没すると家督を継承して上総海上郡1000石を継承し、葉苅領は異母弟の包助に譲った。
寛永9年（1632年）熊本藩加藤氏改易の際、目付として肥後に下向して領地受け取りを遂行。寛永10年（1633年）竹中重義の失脚による長崎奉行再編に伴い今村正長とともに仮奉行として長崎に赴任し、1000石を加増される。
寛永11年（1634年）家光に従って上洛。島田直時の死後機能不全に陥っていた大坂西町奉行に任じられ、先任東町奉行の久貝正俊とともに町奉行の復興にあたる。また河内国河内郡3000石に加増転封となった。寛永15年（1638年）従五位下丹波守に叙任。正保2年（1645年）高野山に内紛があった際、安藤重長や林鵞峰らとともにその仲裁に赴いている。万治元年（1658年）老齢のために職を辞し、程なく大坂で死去した。
大坂町奉行としては歴代最長となる25年の在職となり、摂津・河内の行政も担当する事実上の郡代を兼任した。島原の乱や慶安の変による政情不安を慰撫し、また惣年寄・惣代らを譴責して悪弊を改めさせるなど名奉行と称された。引退後はただちに嫡男の近祐が家督とともに町奉行職も継承したが、彼もまた善政を称えられて名奉行と謳われた。曾我氏は室町幕府幕臣の家柄から書札礼を相伝しており、父尚祐はこれをもって幕政初期の右筆を務めたが、古祐は家光の命でこれを久保正元に伝えている。